# Arriba fóssil
As arribas fósseis ou mortas são zonas costeiras altas e escarpadas que, ao contrário das arribas vivas, já não são modeladas pelas águas do mar, ou seja, já não sofrem o efeito da abrasão marinha.
É ainda possível encontrar fósseis nas arribas fósseis.
Exemplos:
- Paisagem Protegida da Arriba Fóssil da Costa de Caparica